# Otto Schau
Hermann Ernst Otto Schau ( 1900 - 1999) fue un botánico taxónomo alemán.

## Algunas publicaciones

### Libros
- 1934. Die Beziehungen zwischen Chemismus und systematischer Einheit bei den Gattungen der Amarantaceen. Disertación inaugural. Ed. Ebering, 61 pp.

- 1925. Über die Methoden der Blutstillung. 55 pp.

- La abreviatura «Schau» se emplea para indicar a Otto Schau como autoridad en la descripción y clasificación científica de los vegetales.[1]